# Drover Heide (Vogelschutzgebiet)
Das Gebiet Drover Heide ist ein mit Verordnung von 2004 des Regierungspräsidiums Köln ausgewiesenes Europäisches Vogelschutzgebiet (Schutzgebietkennung DE-5205-401) im Süden des deutschen Landes Nordrhein-Westfalen.
Die Vogelschutzrichtlinie der Europäischen Union dient der Erhaltung der wildlebenden, im Gebiet ihrer Mitgliedsstaaten heimischen Vogelarten und der Regelung des Schutzes, der Bewirtschaftung und der Regulierung dieser Vögel, ihrer Eier und Lebensräume.

## Lage
Das fast sechs Quadratkilometer große Vogelschutzgebiet „Drover Heide“ liegt im Kreis Düren, zwischen den zur Gemeinde Kreuzau gehörenden Ortsteilen Stockheim im Norden, Thum im Südwesten sowie der Bundesstraße 56 im Osten.

## Beschreibung
Das Schutzgebiet „Drover Heide“ wird als „großflächiges Gebiet mit Heide, mageren Grünlandflächen, Laubwäldern, Birkenpioniergehölzen, Nadelholzbeständen und Kleingewässern, das früher als Truppenübungsplatz genutzt wurde“ beschrieben.
Es stellt ein Gebiet von landesweiter Bedeutung für den Ziegenmelker dar und beherbergt Vorkommen von Arten der Vogelschutzrichtlinie wie Heidelerche, Neuntöter, Schwarzkehlchen, Wespenbussard und Wiesenpieper.

### Lebensraumklassen
|                                                                                     |                                                                                     |  |      |      |
| N06 – Binnengewässer, stehend und fließend                                          | N06 – Binnengewässer, stehend und fließend                                          |  | 2 %  | 2 %  |
| N07 – Moore, Sümpfe, Uferbewuchs                                                    | N07 – Moore, Sümpfe, Uferbewuchs                                                    |  | 1 %  | 1 %  |
| N08 – Heide, Gestrüpp                                                               | N08 – Heide, Gestrüpp                                                               |  | 16 % | 16 % |
| N09 – Trockenrasen, Steppen                                                         | N09 – Trockenrasen, Steppen                                                         |  | 27 % | 27 % |
| N10 – Feuchtes und mesophiles Grünland                                              | N10 – Feuchtes und mesophiles Grünland                                              |  | 12 % | 12 % |
| N16 – Laubwald                                                                      | N16 – Laubwald                                                                      |  | 28 % | 28 % |
| N19 – Mischwald                                                                     | N19 – Mischwald                                                                     |  | 1 %  | 1 %  |
| N20 – Kunstforste                                                                   | N20 – Kunstforste                                                                   |  | 5 %  | 5 %  |
| N23 – Sonstiges (Städte, Dörfer, Straßen, Deponien, Gruben, Industriegebiete usw.)0 | N23 – Sonstiges (Städte, Dörfer, Straßen, Deponien, Gruben, Industriegebiete usw.)0 |  | 8 %  | 8 %  |
|                                                                                     |                                                                                     |  |      |      |

### Lebensraumtypen
Folgende Lebensraumtypen sind im Vogelschutzgebiet „Drover Heide“ beschrieben:
- 3130 – Oligo- bis mesotrophe stehende Gewässer mit Vegetation der Littorelletea uniflorae und/oder der Isoëto-Nanojuncetea
- 4030 – Trockene europäische Heiden
- 6230 – Artenreiche montane Borstgrasrasen (und submontan auf dem europäischen Festland) auf Silikatböden*
- 6410 – Pfeifengraswiesen auf kalkreichem Boden, torfigen und tonig-schluffigen Böden

Anmerkung: * = vom Verschwinden bedroht, die Europäische Gemeinschaft hat eine besondere Verantwortung für ihre Erhaltung.

## Schutzzweck
Wesentlicher Schutzzweck ist die Sicherung großer gehölzfreier bis -armer Bereiche, das heißt, der Heideflächen wie der mageren Grünlandtypen, sowie die Erhaltung der Kleingewässer unterschiedlichen Typus.
Die gebietsbezogenen Erhaltungsziele und Erhaltungsmaßnahmen sind aber je nach Art unterschiedlich beschrieben.

### Brutvögel

#### Grauspecht

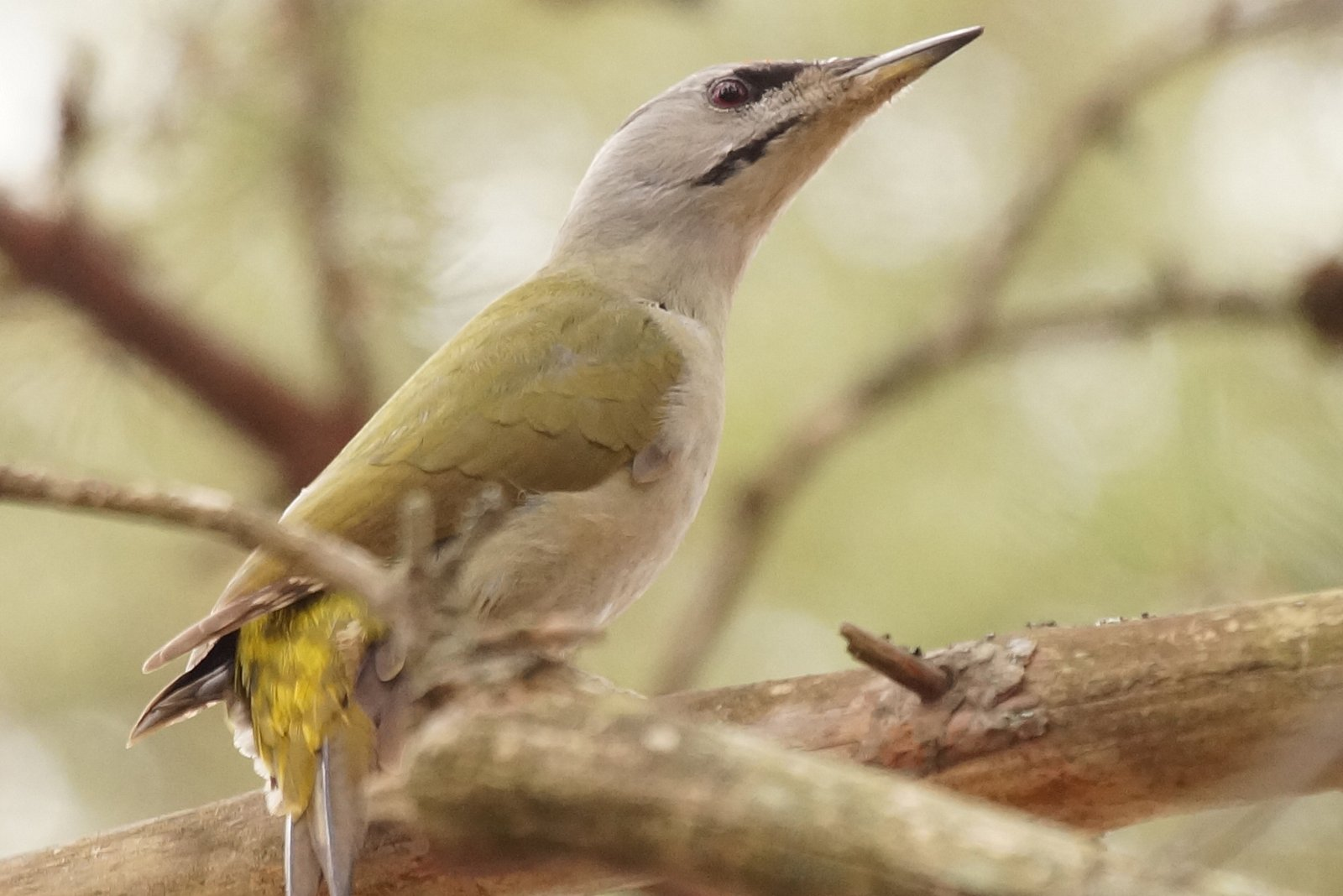
Grauspecht

Erhaltung und Entwicklung von ausgedehnten, lebensraumtypischen Laub- und Mischwäldern (vor allem Buchenwälder) mit hohen Alt- und Totholzanteilen mit bis zu zehn Bäumen je Hektar, die Vermeidung der Zerschneidung und Verinselung der besiedelten Waldgebiete, die Erhaltung und Entwicklung von sonnigen Lichtungen, Waldrändern, lichten Waldstrukturen und Kleinstrukturen (Stubben, Totholz) sowie Grünland als Nahrungsflächen, die Verbesserung des Nahrungsangebots, die Erhaltung von Höhlenbäumen sowie Förderung eines dauerhaften Angebotes geeigneter Brutbäume (vor allem >100-jährige Buchen, Bäume mit Schadstellen) sowie die Vermeidung von Störungen an den Brutplätzen von März bis Juli

#### Heidelerche
Erhaltung und Entwicklung von trocken-sandigen, vegetationsarmen Flächen der halboffenen Landschaft sowie von unbefestigten sandigen Wald- und Feldwegen mit nährstoffarmen Säumen, die Verbesserung der agrarischen Lebensräume durch Extensivierung der Flächennutzung, die habitaterhaltenden Pflegemaßnahmen (extensive Beweidung mit Schafen oder Ziegen, gegebenenfalls Mosaikmahd von kleinen Teilflächen), die Entfernung von Büschen und Bäumen, Vermeidung von Störungen an den Brutplätzen von Ende März bis Juli

#### Nachtigall

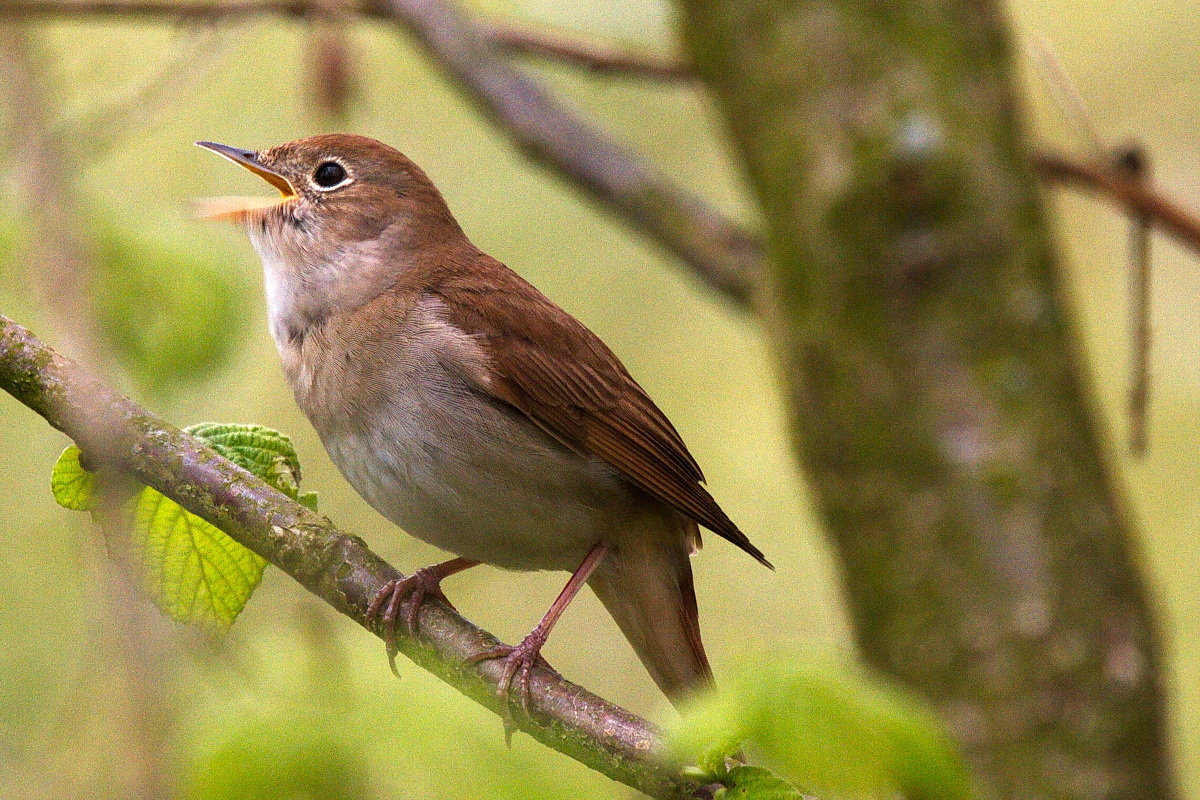
Nachtigall

Erhaltung und Entwicklung von unterholzreichen Laubmischwäldern und Gehölzen in Gewässernähe sowie von dichten Gebüschen an Dämmen, Böschungen, Gräben und in Parkanlagen, die Erhaltung und Entwicklung von nahrungs- und deckungsreichen Habitatstrukturen (vor allem dichte Krautvegetation, hohe Staudendickichte, dichtes Unterholz), die Verbesserung des Wasserhaushaltes zur Stabilisierung eines lebensraumtypischen Wasserstandes in Feucht- und Auwäldern sowie Feuchtgebieten sowie die Verbesserung des Nahrungsangebotes im Umfeld der Brutplätze

#### Neuntöter
Erhaltung und Entwicklung von extensiv genutzten halboffenen, gebüschreichen Kulturlandschaften mit insektenreichen Nahrungsflächen, die Verhinderung der Sukzession durch Entbuschung und Pflege, die Verbesserung der agrarischen Lebensräume durch Extensivierung der Grünlandnutzung (reduzierte Düngung, keine Pflanzenschutzmittel, extensive Beweidung mit Schafen, Rindern) sowie die Vermeidung von Störungen an den Brutplätzen von Mai bis Juli

#### Pirol

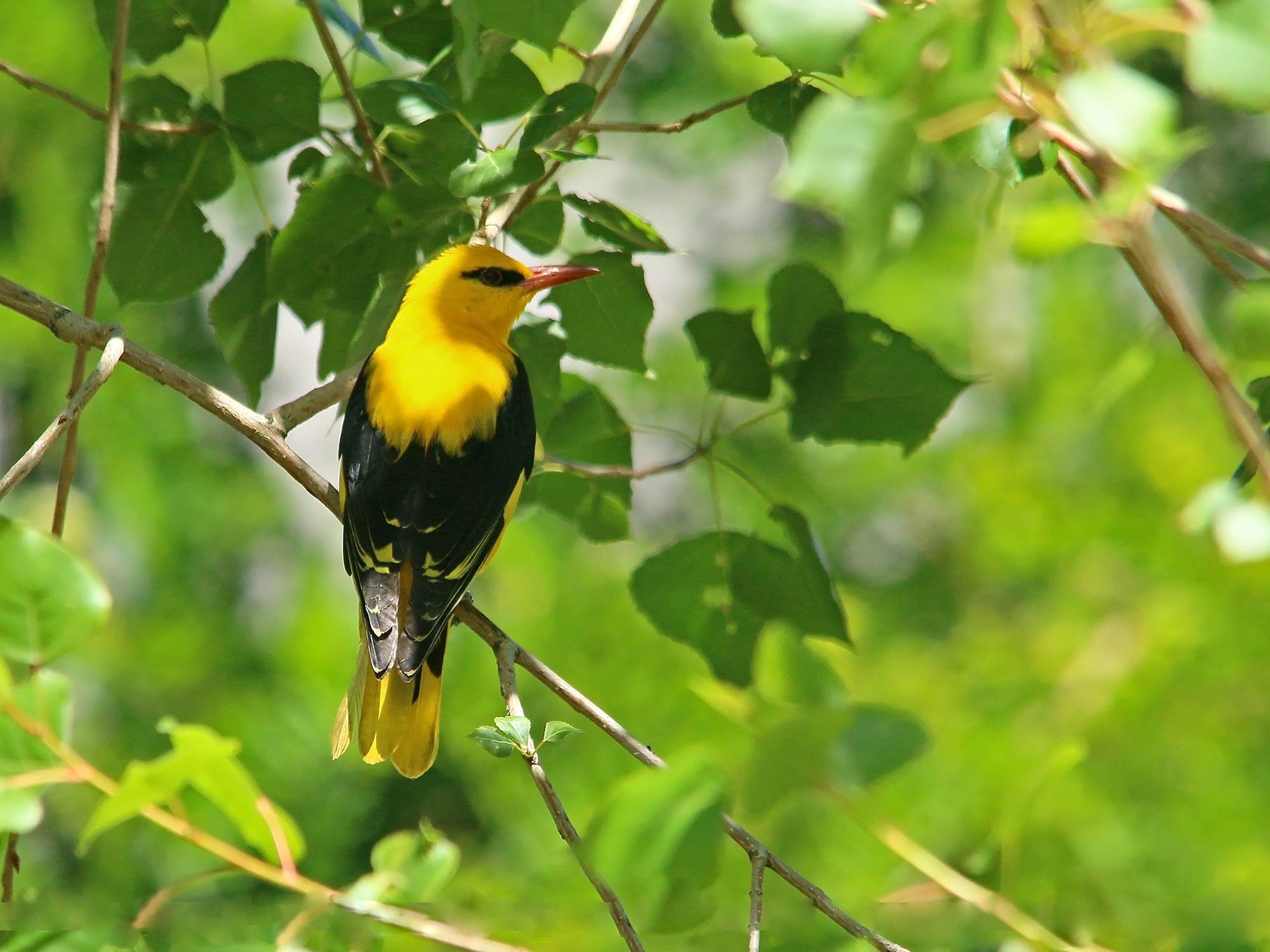
Pirol

Erhaltung und Entwicklung von lebensraumtypischen Weichholz- und Hartholzauenwäldern, Bruchwäldern sowie von lichten feuchten Laubmischwäldern mit hohen Altholzanteilen, die Erhaltung und Entwicklung von feuchten Feldgehölzen und Anlagen mit alten hohen Baumbeständen, die Verbesserung des Wasserhaushaltes zur Stabilisierung eines lebensraumtypischen Wasserstandes in Feucht- und Auwäldern sowie des Nahrungsangebotes im Umfeld der Brutplätze

#### Schwarzkehlchen

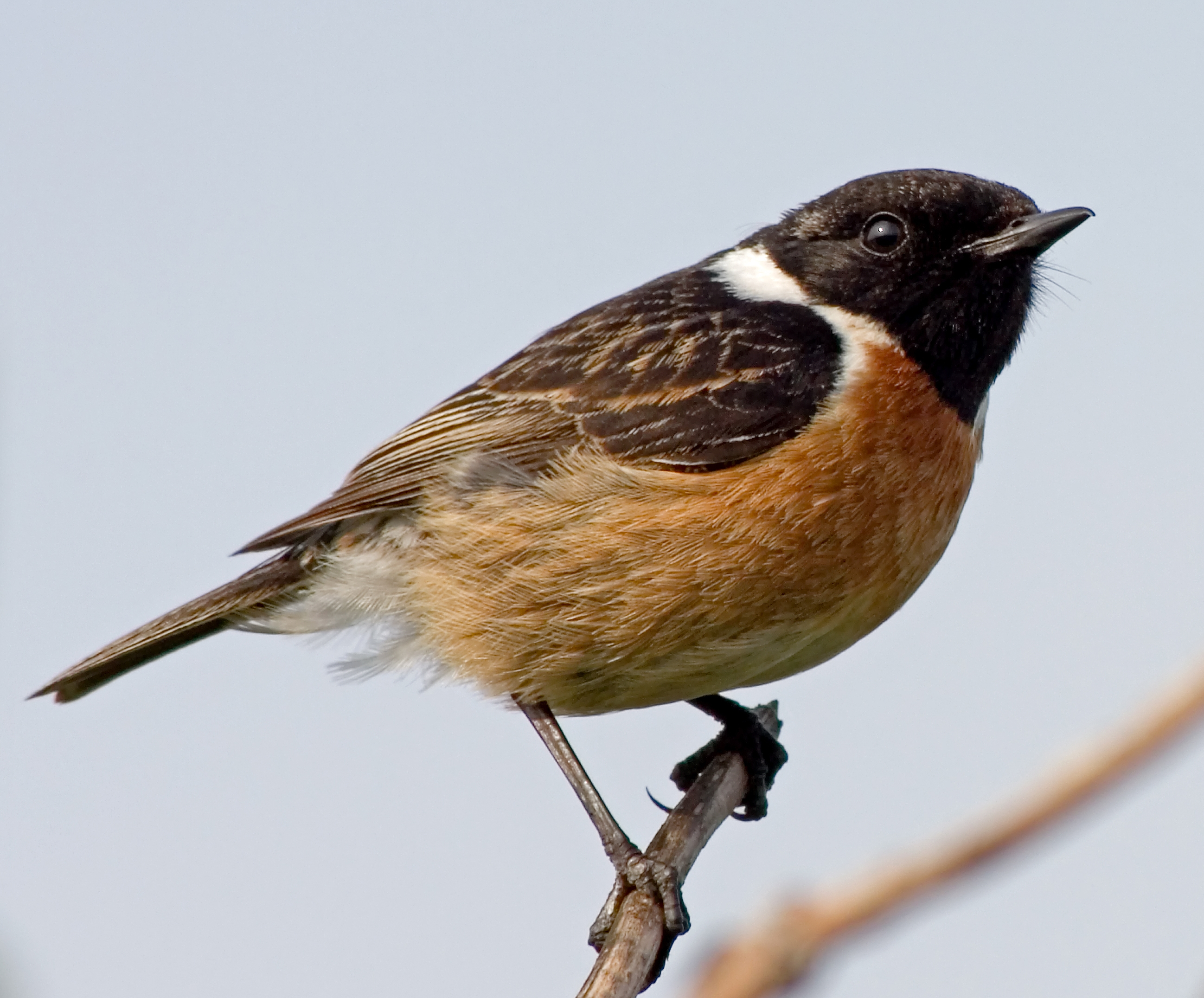
Schwarzkehlchen

Erhaltung und Entwicklung von extensiv genutzten Offenlandflächen mit insektenreichen Nahrungsflächen, die Extensivierung der Grünlandnutzung (Grünlandmahd erst ab dem 15. Juli, Mosaikmahd von kleinen Teilflächen, keine Düngung, keine Pflanzenschutzmittel), die habitaterhaltenden Pflegemaßnahmen (extensive Beweidung (Schafen, Ziegen) mögl. ab 1. August, Entkusselung, Erhalt einzelner Büsche und Bäume) sowie die Vermeidung von Störungen an den Brutplätzen (April bis Juli)

#### Wasserralle
Erhaltung und Entwicklung von naturnahen, störungsarmen Stillgewässern und langsam strömenden Fließgewässern mit einer natürlichen Vegetationszonierung im Uferbereich sowie von Gräben und Feuchtgebieten mit Röhricht- und Schilfbeständen, die Verbesserung des Wasserhaushaltes zur Stabilisierung eines hohen Grundwasserstandes, die behutsame Schilfmahd unter Erhalt eines hohen Anteils an Altschilf, die Verbesserung des Nahrungsangebotes im Umfeld der Brutplätze sowie die Vermeidung von Störungen an den Brutplätzen und Nahrungsflächen (April bis Juli)

#### Wespenbussard
Erhaltung und Entwicklung von Laub- und Laubmischwäldern mit lichten Altholzbeständen in strukturreichen, halboffenen Kulturlandschaften, die Erhaltung und Entwicklung von Lichtungen und Grünlandbereichen, strukturreichen Waldrändern und Säumen als Nahrungsflächen mit einem reichhaltigen Angebot an Wespen, die Verbesserung der Nahrungsangebotes, die Erhaltung der Horstbäume mit einem störungsarmen Umfeld sowie die Vermeidung von Störungen an den Brutplätzen von Mai bis August

#### Wiesenpieper

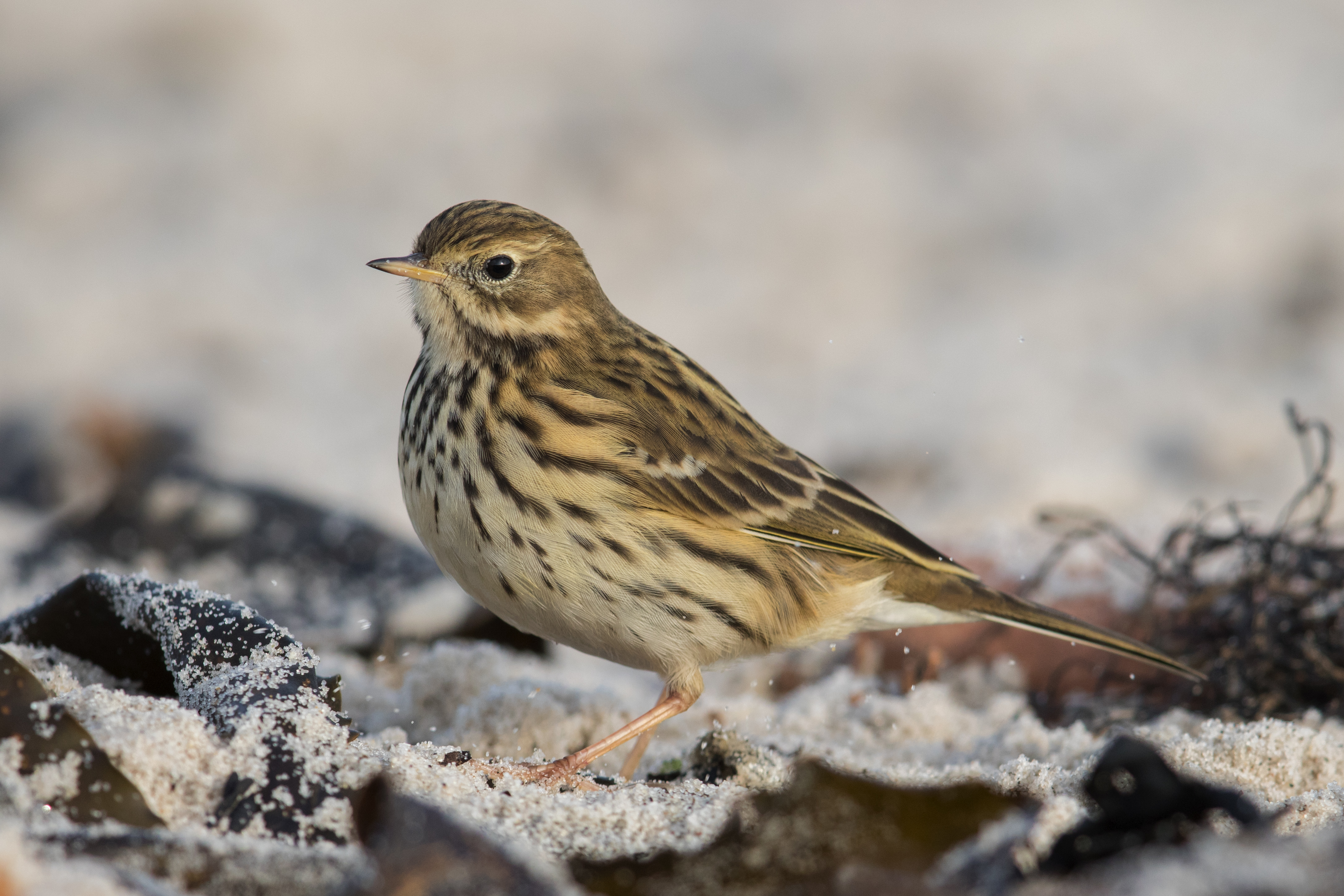
Wiesenpieper

Erhaltung und Entwicklung von extensiv genutzten, feuchten Offenlandflächen mit insektenreichen Nahrungsflächen (zum Beispiel Nass-, Feucht-, Magergrünländer, Brachen, Heideflächen und Moore), die Verbesserung des Wasserhaushaltes zur Stabilisierung eines hohen Grundwasserstandes in Grünländern sowie die Extensivierung der Grünlandnutzung

#### Ziegenmelker
Erhaltung und Entwicklung von trockenen Heiden mit lückiger, niedriger Bodenvegetation, Wacholderheiden, Sandtrockenrasen sowie Moorrandbereichen, die Verbesserung des Nahrungsangebotes im Umfeld der Brutplätze (reduzierte Düngung, keine Pflanzenschutzmittel), habitaterhaltende Pflegemaßnahmen (Beweidung mit Schafen und/oder Ziegen, Mosaikmahd von kleinen Teilflächen, vor allem in vergrasten Heidegebieten, Entfernung von Büschen und Bäumen, jedoch Erhalt von Überhältern) sowie die Vermeidung von Störungen an den Brutplätzen von Mai bis August

### Zugvögel und Wintergäste

#### Kornweihe

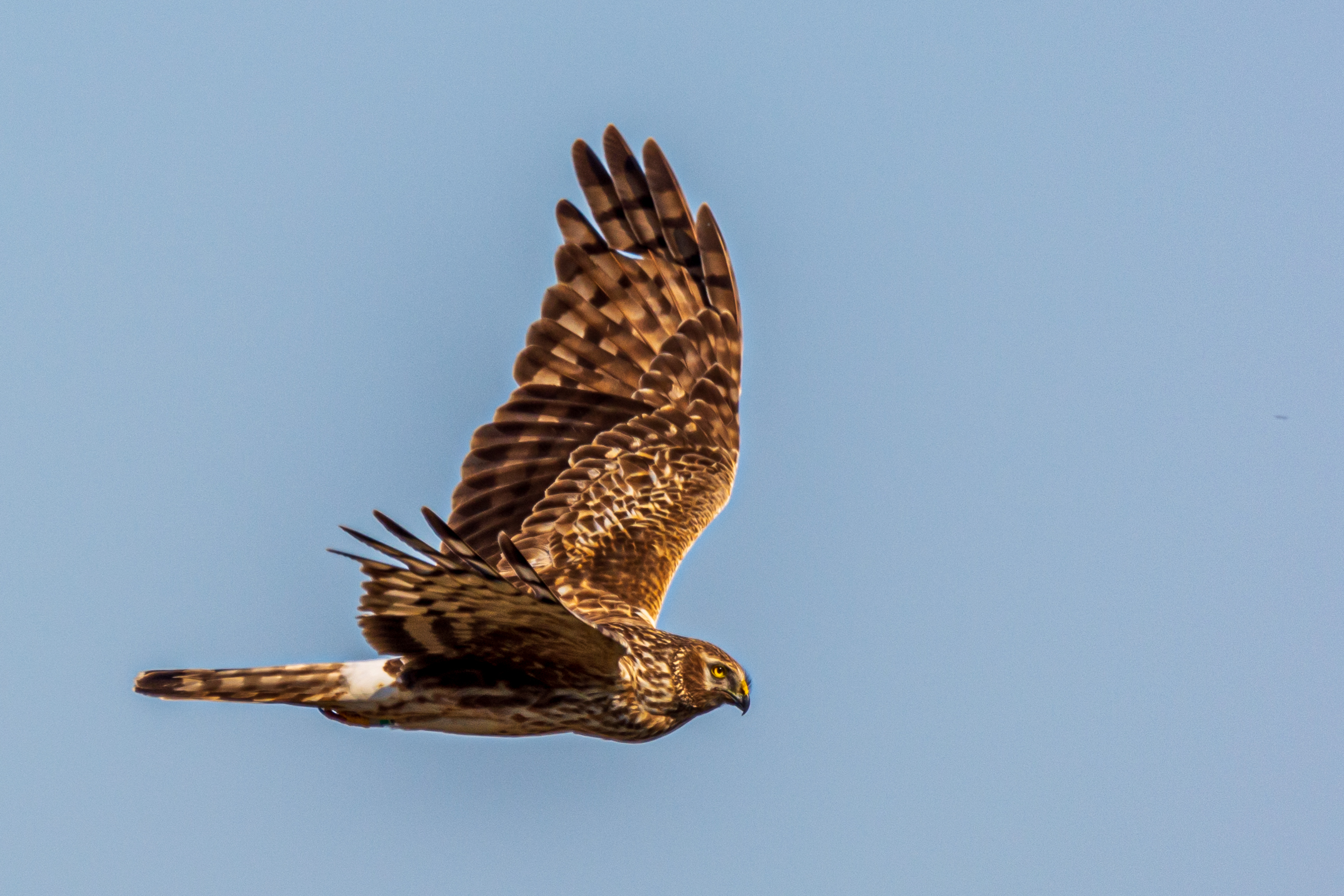
Kornweihe

Erhaltung großräumiger, offener Landschaften mit Acker- und Grünlandflächen, Säumen, Wegrändern, Brachen, die Erhaltung und Entwicklung natürlicher Bruthabitate (vor allem lückige Röhrichte, Feuchtbrachen in Heide- und Moorgebieten), die Vermeidung der Zerschneidung der besiedelten Lebensräume (Straßenbau, Stromleitungen, Windenergieanlagen), die Extensivierung der Ackernutzung (Anlage von Ackerrandstreifen, Anlage und Pflege (Mahd, Grubbern ab 1. August) von Acker-Stilllegungsflächen und Brachen, Belassen von Stoppelbrachen, reduzierte Düngung, keine Pflanzenschutzmittel), die Sicherung der Getreidebruten (Gelegeschutz; Nest bei Ernte auf 50 × 50 Meter aussparen) sowie die Vermeidung von Störungen an den Brutplätzen von Mai bis August

#### Raubwürger
Erhaltung und Entwicklung von extensiv genutzten halboffenen Kulturlandschaften mit geeigneten Nahrungsflächen, die Verhinderung der Sukzession durch Entbuschung und Pflege, die Verbesserung der agrarischen Lebensräume durch Extensivierung der Flächennutzung (zum Beispiel reduzierte Düngung, keine Pflanzenschutzmittel, extensive Beweidung mit Schafen, Rindern) sowie die Vermeidung von Störungen an den Brutplätzen von April bis Juli

#### Rohrweihe

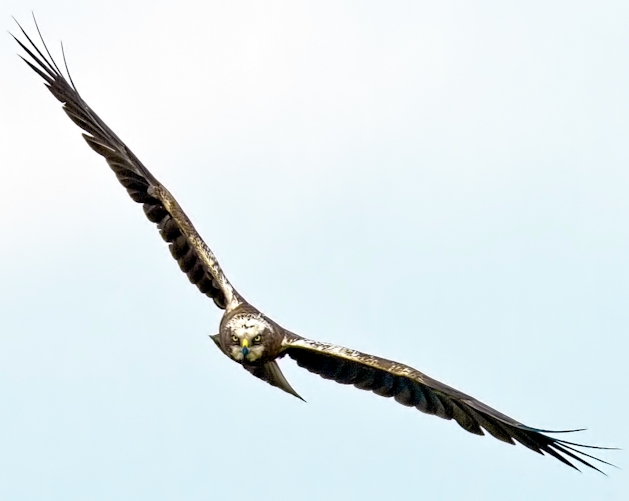
Rohrweihe

Erhaltung und Entwicklung von störungsfreien Röhricht- und Schilfbeständen sowie einer natürlichen Vegetationszonierung im Uferbereich von Feuchtgebieten und Gewässern, die Vermeidung der Zerschneidung und Verinselung der besiedelten Lebensräume, die Erhaltung und Entwicklung von geeigneten Nahrungsflächen (Extensivgrünländer, Säume, Wegränder, Brachen), die Verbesserung des Nahrungsangebots, die Verbesserung des Wasserhaushaltes zur Stabilisierung eines hohen Grundwasserstandes in Feuchtgebieten, die Sicherung der Getreidebruten (Gelegeschutz; Nest bei Ernte auf 50 × 50 Meter aussparen) sowie die Vermeidung von Störungen an den Brutplätzen von April bis August

#### Rotmilan
Erhaltung und Entwicklung von Waldgebieten mit lichten Altholzbeständen sowie von offenen, strukturreichen Kulturlandschaften, die Vermeidung der Zerschneidung und Verinselung der besiedelten Lebensräume, die Erhaltung und Entwicklung von geeigneten Nahrungsflächen (vor allem Grünland- und Ackerflächen, Säume, Belassen von Stoppelbrachen), die Erhaltung der Horstbäume mit einem störungsarmen Umfeld, die Vermeidung von Störungen an den Brutplätzen von April bis Juli, die Entschärfung bzw. Absicherung von gefährlichen Strommasten und Freileitungen sowie die Reduzierung der Verluste durch Sekundärvergiftungen (Giftköder)

#### Schwarzmilan

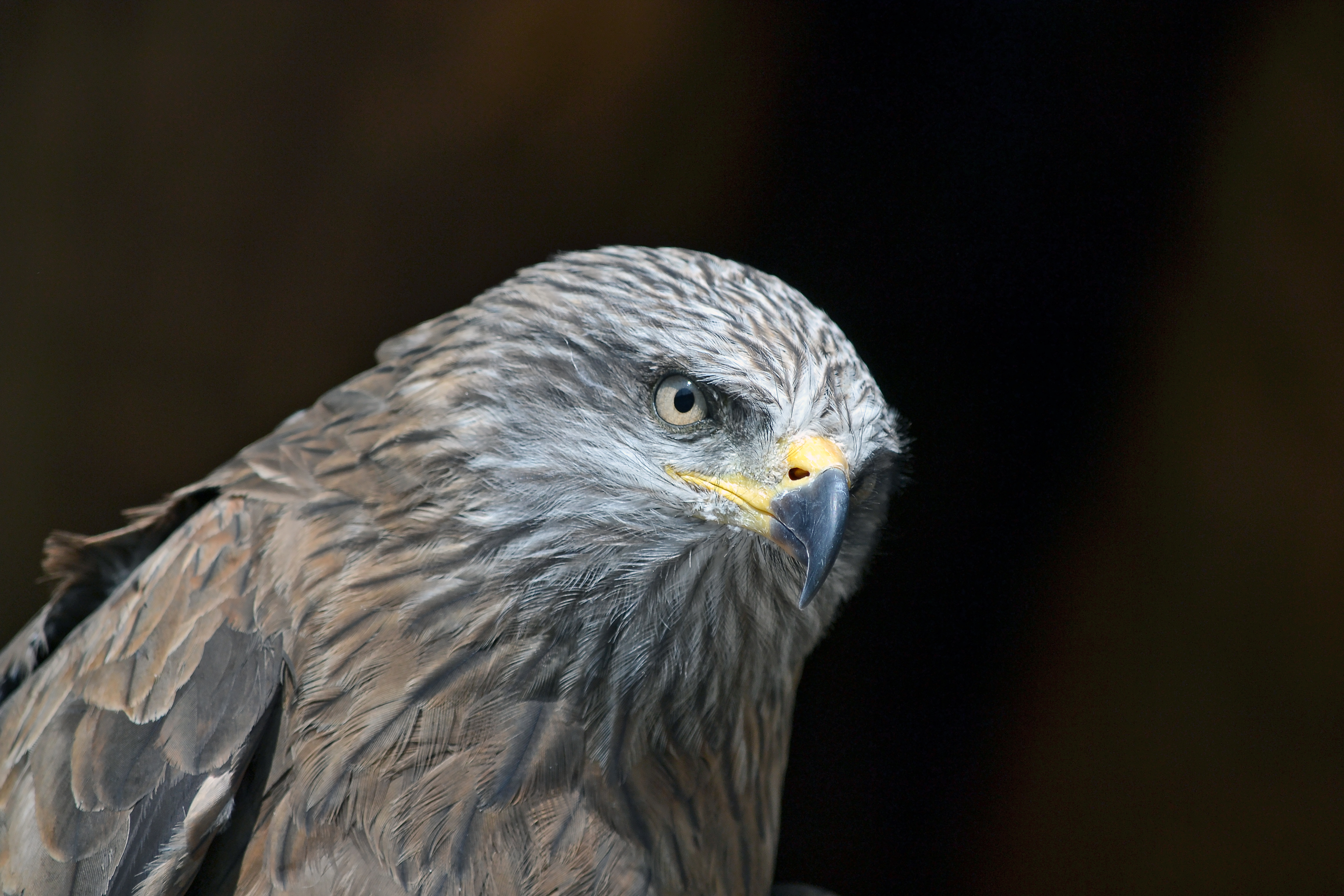
Schwarzmilan

Erhaltung und Entwicklung von alten, strukturreichen Laub- und Mischwäldern in Gewässernähe mit einem hohen Altholzanteil und lebensraumtypischen Baumarten, die Erhaltung und Entwicklung von naturnahen, fischreichen Nahrungsgewässern, die Verbesserung des Nahrungsangebotes (keine Pflanzenschutzmittel), die Erhaltung der Horstbäume mit einem störungsarmen Umfeld, die Vermeidung von Störungen an den Brutplätzen (April bis Juli) sowie die Entschärfung bzw. Absicherung von gefährlichen Strommasten und Freileitungen

#### Schwarzstorch
Erhaltung und Entwicklung von großflächigen, störungsarmen, strukturreichen Laub- und Mischwäldern mit einem hohen Altholzanteil, die Vermeidung der Zerschneidung geeigneter Waldgebiete, die Erhaltung und Entwicklung von naturnahen Bächen, Feuchtwiesen, Feuchtgebieten, Sümpfen, Waldtümpeln als Nahrungsflächen, die Verbesserung des Wasserhaushaltes zur Stabilisierung eines hohen Grundwasserstandes im Bereich von Nahrungsgewässern, die Erhaltung der Horstbäume mit einem störungsarmen Umfeld, die Einrichtung von Horstschutzzonen mit mindestens 200 Meter Radius um Horst (zum Beispiel keine forstlichen Arbeiten zur Brutzeit und außerhalb der Brutzeit möglichst nur Einzelstammentnahme, die Vermeidung von Störungen an den Brutplätzen und Nahrungsflächen von März bis August, die Lenkung der Freizeitnutzung im großflächigen Umfeld der Brutvorkommen sowie die Entschärfung bzw. Absicherung von gefährlichen Strommasten und Freileitungen)

#### Sumpfohreule
Erhaltung großräumiger, offener Landschaften insbesondere in den Bördelandschaften (Freihaltung der Lebensräume von technischen Anlagen), die Erhaltung und Entwicklung potenziell besiedelbarer Bruthabitate (lückige Röhrichte, Feuchtbrachen) in Heide- und Moorgebieten, die Erhaltung und Entwicklung von geeigneten Nahrungsflächen (vor allem Heide- und Moorgebiete, Dauergrünland, nährstoffarme Säume und Wegränder, Hochstaudenfluren, Brachen) sowie die Verbesserung des Nahrungsangebotes (keine Pflanzenschutzmittel)

#### Uhu

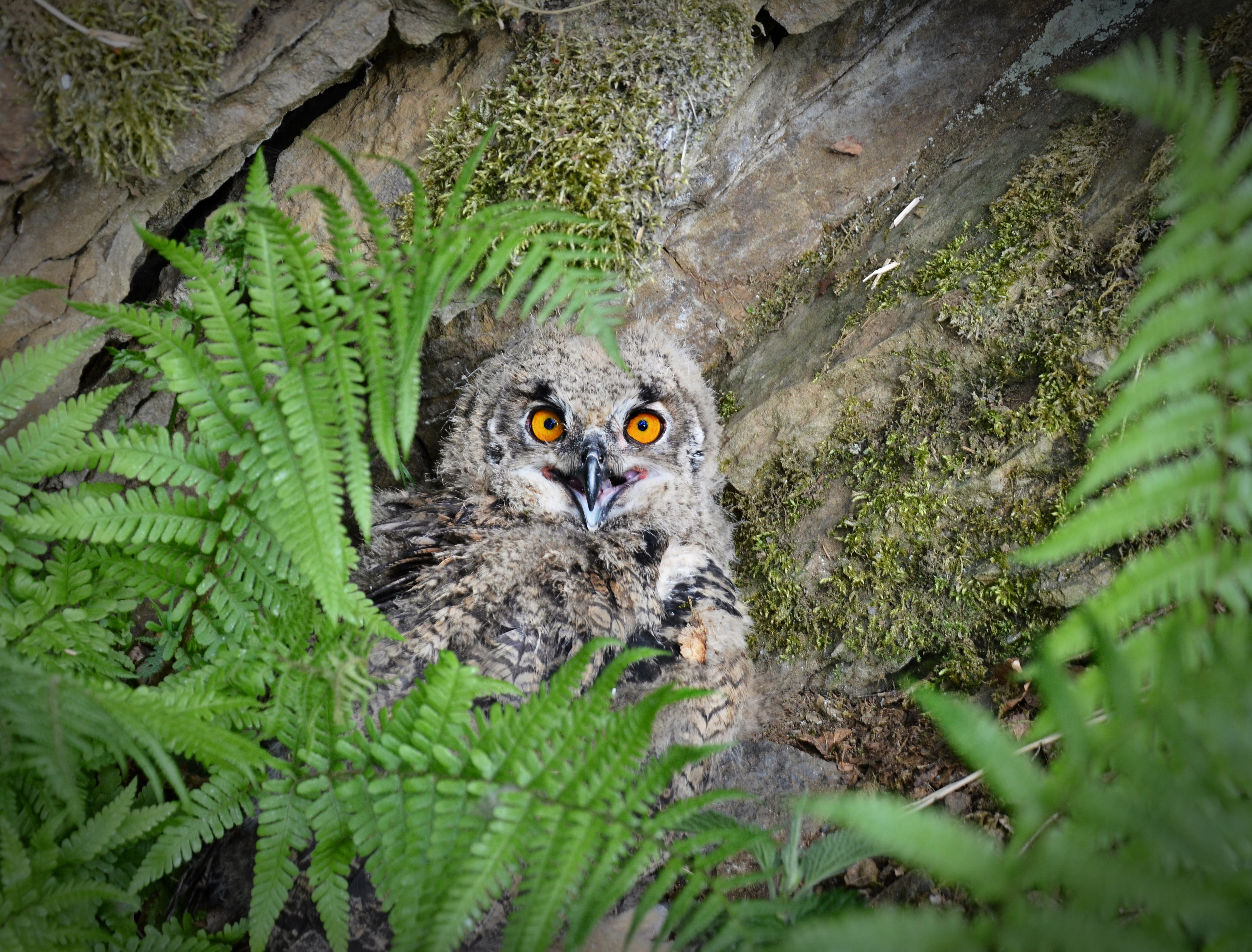
Uhuküken

Erhaltung von störungsfreien Felsen, Felsbändern und Felskuppen, der Verzicht auf Verfüllung und/oder Aufforstung von aufgelassenen Steinbrüchen, die Vermeidung der Zerschneidung der besiedelten Lebensräume, das gegebenenfalls behutsame Freistellen von zuwachsenden Brutplätzen, die Vermeidung von Störungen an den Brutplätzen (Februar bis August) sowie die Entschärfung bzw. Absicherung von gefährlichen Strommasten und Freileitungen

#### Waldwasserläufer
Erhaltung und Entwicklung von geeigneten Nahrungsflächen, die Erhaltung und Entwicklung von dynamischen Auenbereichen und großflächigen Feuchtgebieten mit einer naturnahen Überflutungsdynamik, die Verbesserung des Wasserhaushaltes zur Stabilisierung eines hohen Grundwasserstandes in Feuchtgebieten, die Anlage von Kleingewässern und Flachwassermulden sowie die Vermeidung von Störungen an Rast- und Nahrungsflächen

## Zusammenhang mit anderen Schutzgebieten
Mit dem Vogelschutzgebiet „Drover Heide“ sind folgende, zusammenhängende Schutzgebiete (Liste nicht vollständig) ausgewiesen:
- Naturpark Hohes Venn-Eifel
- FFH-Gebiet „Drover Heide“ (DE-5205-301)
- Naturschutzgebiet „Drover Heide“ (DN-008)

Panorama der Drover Heide